# Wahlkreis Carrick, Cumnock and Doon Valley (Schottisches Parlament)
| Carrick, Cumnock and Doon Valley                  |
| ------------------------------------------------- |
| Carrick, Cumnock and Doon Valley · South Scotland |
| Gebildet                                          |
| 1999                                              |
| Abgeordneter                                      |
| Elena Whitham (SNP)                               |
| Regionen                                          |
| East Ayrshire South Ayrshire                      |

Carrick, Cumnock and Doon Valley ist ein Wahlkreis für das Schottische Parlament. Er wurde 1999 als einer von neun Wahlkreisen der Wahlregion South of Scotland eingeführt, die im Zuge der Revision der Wahlkreise im Jahre 2011 neu zugeschnitten und in South Scotland umbenannt wurde. Hierbei wurden auch die Grenzen des Wahlkreises Carrick, Cumnock and Doon Valley neu gezogen. Ehemalige Gebiete des Wahlkreises Ayr nördlich von Ayr und Troon wurden Carrick, Cumnock and Doon Valley zugeschlagen. Hingegen gingen die südöstlichen Stadtgebiete Ayrs an den Wahlkreis Ayr. Der Wahlkreis umfasst Gebiete der Council Areas East Ayrshire und South Ayrshire und entsendet einen Abgeordneten.
Der Wahlkreis erstreckt sich über eine Fläche von 2070,4 km2. Im Jahre 2020 lebten 76.018 Personen innerhalb seiner Grenzen.

## Wahlergebnisse

### Parlamentswahl 1999
| Ergebnisse der Parlamentswahl 1999 | Ergebnisse der Parlamentswahl 1999 | Ergebnisse der Parlamentswahl 1999 | Ergebnisse der Parlamentswahl 1999 |
| Partei                             | Kandidat                           | Stimmen                            | %                                  |
| ---------------------------------- | ---------------------------------- | ---------------------------------- | ---------------------------------- |
| Labour                             | Cathy Jamieson                     | 19.667                             | 47,9                               |
| SNP                                | Adam Ingram                        | 10.864                             | 26,4                               |
| Conservative                       | John Scott                         | 8123                               | 19,8                               |
| Liberal Democrats                  | David Hannay                       | 2441                               | 5,9                                |

### Parlamentswahl 2003
| Ergebnisse der Parlamentswahl 2003 | Ergebnisse der Parlamentswahl 2003 | Ergebnisse der Parlamentswahl 2003 | Ergebnisse der Parlamentswahl 2003 | Ergebnisse der Parlamentswahl 2003 |
| Partei                             | Kandidat                           | Stimmen                            | %                                  | ±                                  |
| ---------------------------------- | ---------------------------------- | ---------------------------------- | ---------------------------------- | ---------------------------------- |
| Labour                             | Cathy Jamieson                     | 16.484                             | 48,0                               | +0,1                               |
| Conservative                       | Phil Gallie                        | 9030                               | 26,3                               | +6,5                               |
| SNP                                | Adam Ingram                        | 5822                               | 16,9                               | −9,5                               |
| Socialist                          | Murray Steele                      | 1715                               | 5,0                                | +5,0                               |
| Liberal Democrats                  | Caron Howden                       | 1315                               | 3,8                                | −2,1                               |
| Wahlbeteiligung: 34.366 (52,79 %)  |                                    |                                    |                                    |                                    |

### Parlamentswahl 2007
| Ergebnisse der Parlamentswahl 2007 | Ergebnisse der Parlamentswahl 2007 | Ergebnisse der Parlamentswahl 2007 | Ergebnisse der Parlamentswahl 2007 | Ergebnisse der Parlamentswahl 2007 |
| Partei                             | Kandidat                           | Stimmen                            | %                                  | ±                                  |
| ---------------------------------- | ---------------------------------- | ---------------------------------- | ---------------------------------- | ---------------------------------- |
| Labour                             | Cathy Jamieson                     | 14.350                             | 42,5                               | −5,5                               |
| SNP                                | Adam Ingram                        | 10.364                             | 30,7                               | +13,8                              |
| Conservative                       | Tony Lewis                         | 6729                               | 19,9                               | −6,4                               |
| Liberal Democrats                  | Paul McGreal                       | 1409                               | 4,2                                | +0,4                               |
| Parteilos                          | Hugh Hill                          | 809                                | 2,4                                | +2,4                               |
| Equal Parenting Alliance           | Ray Barry                          | 124                                | 0,4                                | +0,4                               |
| Wahlbeteiligung: 33.785 (51,84 %)  |                                    |                                    |                                    |                                    |

### Parlamentswahl 2011
| Ergebnisse der Parlamentswahl 2011 | Ergebnisse der Parlamentswahl 2011 | Ergebnisse der Parlamentswahl 2011 | Ergebnisse der Parlamentswahl 2011 | Ergebnisse der Parlamentswahl 2011 |
| Partei                             | Kandidat                           | Stimmen                            | %                                  | ±                                  |
| ---------------------------------- | ---------------------------------- | ---------------------------------- | ---------------------------------- | ---------------------------------- |
| SNP                                | Adam Ingram                        | 13.250                             | 46,2                               | +15,5                              |
| Labour                             | Richard Leonard                    | 10.669                             | 37,2                               | −5,3                               |
| Conservative                       | Peter Kennerley                    | 4160                               | 14,5                               | −5,4                               |
| Liberal Democrats                  | Andrew Chamberlain                 | 624                                | 2,2                                | −2,0                               |
| Wahlbeteiligung: 28.703 (48,35 %)  |                                    |                                    |                                    |                                    |

### Parlamentswahl 2016
| Ergebnisse der Parlamentswahl 2016 | Ergebnisse der Parlamentswahl 2016 | Ergebnisse der Parlamentswahl 2016 | Ergebnisse der Parlamentswahl 2016 | Ergebnisse der Parlamentswahl 2016 |
| Partei                             | Kandidat                           | Stimmen                            | %                                  | ±                                  |
| ---------------------------------- | ---------------------------------- | ---------------------------------- | ---------------------------------- | ---------------------------------- |
| SNP                                | Jeane Freeman                      | 14.690                             | 46,4                               | +0,2                               |
| Labour                             | Carol Mochan                       | 8.684                              | 27,4                               | −9,8                               |
| Conservative                       | Lee Lyons                          | 7.666                              | 24,2                               | +9,7                               |
| Liberal Democrats                  | Dawud Islam                        | 640                                | 2,0                                | −0,2                               |
| Wahlbeteiligung: 31.680            |                                    |                                    |                                    |                                    |

### Parlamentswahl 2021
| Ergebnisse der Parlamentswahl 2021 | Ergebnisse der Parlamentswahl 2021 | Ergebnisse der Parlamentswahl 2021 | Ergebnisse der Parlamentswahl 2021 | Ergebnisse der Parlamentswahl 2021 |
| Partei                             | Kandidat                           | Stimmen                            | %                                  | ±                                  |
| ---------------------------------- | ---------------------------------- | ---------------------------------- | ---------------------------------- | ---------------------------------- |
| SNP                                | Elena Whitham                      | 15.240                             | 42,8                               | −3,6                               |
| Conservative                       | Sharon Dowey                       | 10.903                             | 30,6                               | +6,4                               |
| Labour                             | Carol Mochan                       | 8.604                              | 24,2                               | −3,2                               |
| Liberal Democrats                  | Kirsten Herbst-Grey                | 875                                | 2,5                                | +0,5                               |
| Wahlbeteiligung: 59 %              |                                    |                                    |                                    |                                    |